# Jean-Louis Bourlanges

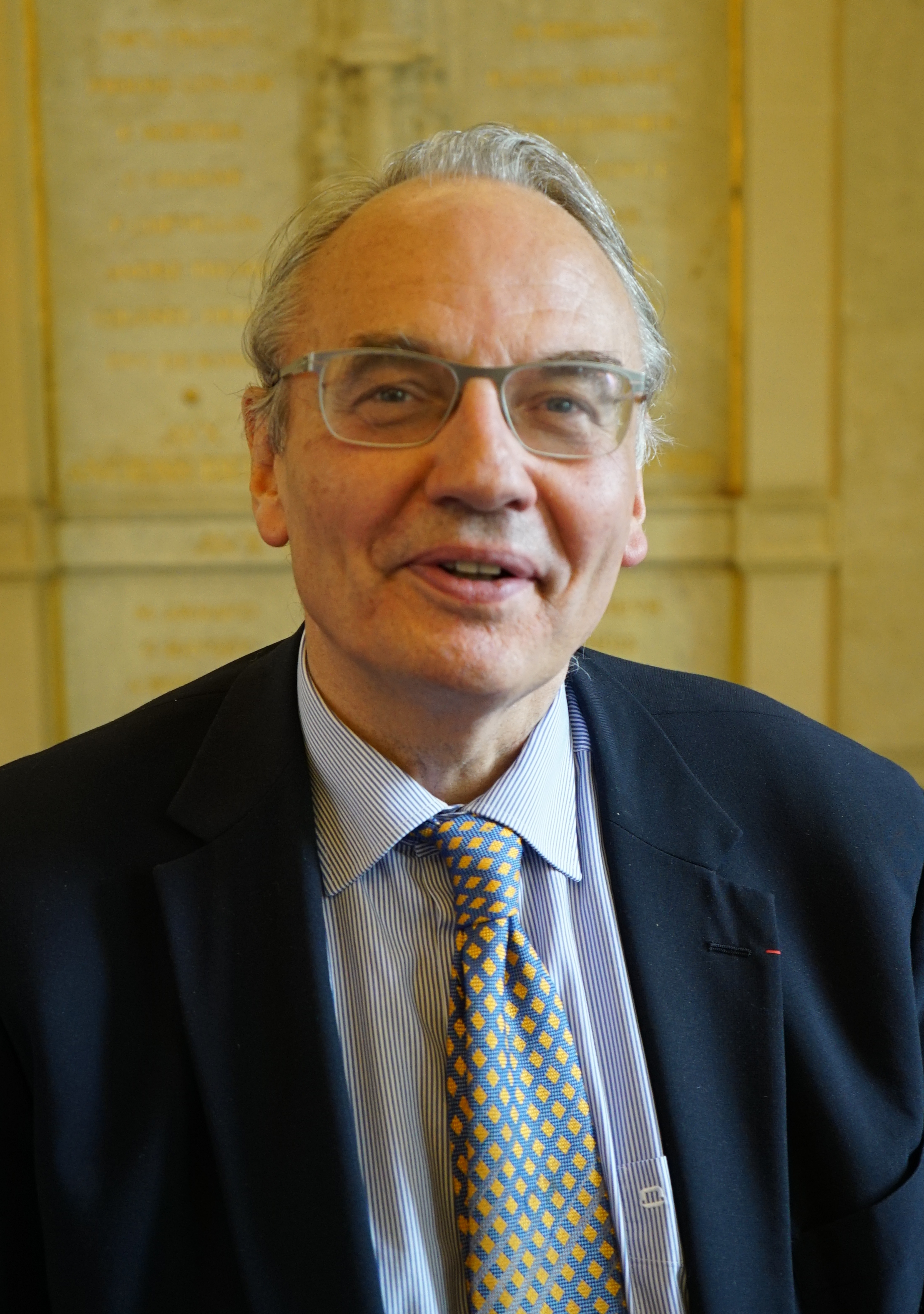
Jean-Louis Bourlanges (2017)

Jean-Louis Bourlanges (* 13. Juli 1946 in Neuilly-sur-Seine) ist ein französischer Politiker (MoDem, bis 2007 UDF) und Essayist. Er ist seit 2017 Mitglied der Nationalversammlung. Von 1989 bis 2007 war er Mitglied des Europäischen Parlaments.

## Leben und Ausbildung
Jean-Louis Bourlanges schloss das Studium am Institut d’études politiques de Paris (Sciences Po) in Paris 1969 ab. Zwei Jahre später erhielt er die Agrégation (Lehrbefugnis für höhere Schulen) in lettres modernes (moderne Sprachen und Literatur). 1973–1974 hatte er einen Lehrauftrag am Bologna Center der Johns Hopkins University. Von 1977 bis 1979 absolvierte er ein Studium an der École nationale d’administration. Anschließend ging er als Auditor am Cour des Comptes (Rechnungshof) in den Staatsdienst. Ab 2002 lehrte er als Professor am Sciences Po. Von 2007 bis 2013 war er Oberrat (conseiller maître) am Rechnungshof.
Als Autor ist er in Frankreich sehr bekannt. Er ist verheiratet und Vater einer Tochter.

## Politik
In den Jahren 1983 bis 1989 war er Mitglied des Stadtrats von Dieppe und des Regionalparlaments der Region Haute-Normandie (1986–1998).
Jean-Louis Bourlanges war stellvertretender Vorsitzender der Union pour la démocratie française (UDF).
Von 1989 bis 2007 war er Mitglied des Europäischen Parlaments. Dort saß er bis 2004 in der christdemokratischen EVP- bzw. EVP-ED-Fraktion. 1992 bis 1994 und 2002 bis 2004 war er Mitglied des Fraktionsvorstands. Von 1993 bis 1994 war er Vorsitzender des Ausschusses für Haushaltskontrolle, 1989 bis 1994 stellvertretender Vorsitzender der Delegation für die Beziehungen zu Polen und 2002 bis 2004 Vorsitzender der Delegation im gemischten parlamentarischen Ausschuss EU-Polen. Wie alle Europaparlamentarier der UDF wechselte Bourlanges nach der Europawahl 2004 in die ALDE-Fraktion, deren Vorstand er 2004–2005 angehörte. Zudem war er von 2004 bis 2005 Vorsitzender im Ausschuss für bürgerliche Freiheiten, Justiz und Inneres des Europäischen Parlaments. Die UDF wandelte sich 2007 in das Mouvement démocrate (MoDem) um.
Von 1995 bis 1999 war Bourlanges Vorsitzender der Europäischen Bewegung Frankreich. Zudem ist er Mitglied der Trilateralen Kommission.
Bei der Parlamentswahl im Juni 2017 wurde Bourlanges als Abgeordneter des 12. Wahlkreises im Département Hauts-de-Seine in die französische Nationalversammlung gewählt. Dort war er von 2017 bis 2022 stellvertretender Vorsitzender des Ausschusses für europäische Angelegenheiten. Seit 2019 ist Jean-Louis Bourlanges Mitglied der Deutsch-Französischen Parlamentarischen Versammlung. Nach dem Tod seiner Parteikollegin Marielle de Sarnez übernahm er im Januar 2021 zudem den Vorsitz im außenpolitischen Ausschuss der Nationalversammlung.

## Schriften
- Droite, année zéro. Flammarion, Paris 1988.
- Le Rendez-vous manqué de la rénovation, dans L’État de l’opinion. Sofres 1990.
- Le diable est-il européen? Stock, Paris 1992